# Charli XCX
Charli XCX, pseudonimo di Charlotte Emma Aitchison (Cambridge, 2 agosto 1992), è una cantautrice e compositrice britannica.
Diventata nota nel 2012 grazie alla scrittura e alla collaborazione vocale nel brano I Love It delle Icona Pop, Charli XCX si è imposta all'attenzione internazionale con i singoli di successo Fancy, in collaborazione di Iggy Azalea, e Boom Clap, colonna sonora del film campione di incassi Colpa delle stelle (2014). Nel corso della sua carriera Charli ha pubblicato sei album in studio, tra cui l'acclamato Brat (2024), con cui ha ottenuto il successo commerciale a livello internazionale e il plauso della critica ed ha vinto tre Grammy Award e cinque BRIT Awards.

## Biografia
Charlotte Emma Aitchison è nata il 2 agosto 1992 a Cambridge, città britannica sita a nord-est di Londra, da Jon, imprenditore scozzese e precedentemente organizzatore di concerti, e Shameera, già infermiera e assistente di volo, nata e cresciuta in Uganda da una famiglia proveniente dallo stato federato indiano di Gujarat. È stata cresciuta a Great Hallingbury, nell'Essex, mentre ha conseguito gli studi liceali a Bishop's Stortford, situato nella contea di Hertfordshire. Sebbene non sia stata formata in un ambiente musicale dai genitori, si interessa al mondo della musica pop sin da piccola ascoltando artisti come Britney Spears e le Spice Girls.
Nel 2007, all'età di 14 anni, inizia a registrare le canzoni per il suo album di debutto e nei primi mesi del 2008 ne pubblica alcune su MySpace. Sempre nel 2008 pubblica due singoli: !Franchesckaar! e il doppio A-side Emelline/Art Bitch. Il disco di debutto, dal titolo 14, non è mai uscito in commercio, anche se sono state vendute alcune copie promozionali durante i concerti della cantante. Il progetto ha catturato l'interesse di un organizzatore di rave party illegali operativo a Londra, che l'ha invitata ad esibirsi a tali eventi. Sulle locandine promozionali venne indicata con il nome d'arte di Charli XCX, in quanto tale era il suo nickname sulla piattaforma MSN Messenger all'epoca.
Nonostante la natura illecita dei concerti, i suoi genitori hanno appoggiato la sua carriera da subito e hanno anche partecipato a diversi rave insieme a lei. Diciottenne, si trasferisce permanentemente a Londra per studiare presso la prestigiosa Slade School of Fine Art, un'Accademia di Belle Arti afferente all'University College della capitale britannica. Ha comunque abbandonato gli studi al termine del primo anno accademico. Nel 2010 Charli firma un contratto discografico con l'etichetta Asylum Records.

### 2011-2016:Suckere il successo
Nel 2011 collabora in due singoli con Alex Metric e con Starkey e nel maggio dello stesso anno pubblica un singolo intitolato Stay Away, seguito a novembre da Nuclear Seasons. Entrambe le pubblicazioni vengono apprezzate dalla critica specializzata e ritenute fra le migliori dell'anno. Alla fine del 2011 viene pubblicato un sampler promozionale di cinque tracce, rappresentate da demo e versioni alternative. Nel febbraio 2012 vengono pubblicati altri due brani, Valentine e I'll Never Know; mentre altre canzoni vengono inserite nella colonna sonora del film horror indipendente Elfie Hopkins. Nel mese di maggio viene pubblicato il mixtape intitolato Heartbreaks and Earthquakes. Durante l'estate supporta in tour Coldplay e Santigold. Nel giugno 2012 inoltre pubblica l'EP You're the One, che poi viene pubblicato nei mesi seguenti anche in Australia e Europa. Segue il secondo mixtape, ossia Super Ultra, nel novembre 2012.
Ha scritto e contribuito vocalmente al ritornello del brano I Love It delle Icona Pop, che ha ottenuto un grande successo in numerosi mercati internazionali. Il secondo album in studio è True Romance, pubblicato nell'aprile 2013. Si tratta del debutto per una major (la Atlantic Records); al disco collaborano numerosi artisti nelle vesti di produttori, musicisti ed autori: tra questi Dimitri Tikivoi, Gold Panda, Brooke Candy, Patrick Berger e Ariel Rechtshaid. In seguito Charli si esibisce dal vivo con Ellie Goulding, con Marina and the Diamonds (con cui pubblica anche un duetto dal titolo Just Desserts) e con i Paramore. Sempre nel 2013 collabora con Benga (in Chapter II) e con il rapper Danny Brown (in Old). Nel settembre 2013 pubblica il video dell'inedito SuperLove, originariamente pensato come singolo apri-pista al secondo album di inediti della cantante ma successivamente escluso dalla lista tracce definitiva.

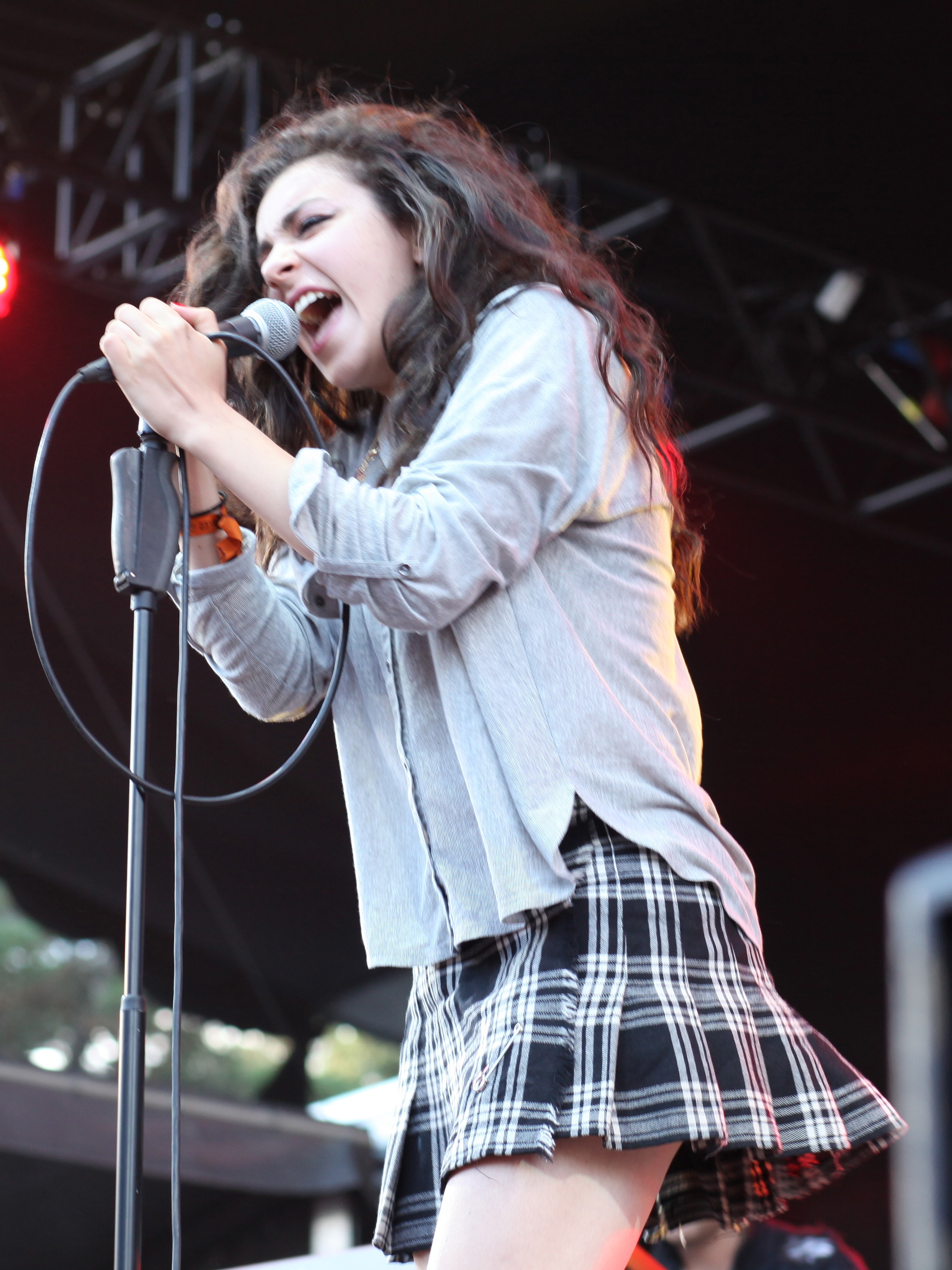
Charli XCX in concerto nel 2013

Agli inizi del 2014 collabora con Iggy Azalea al singolo Fancy e pubblica il brano Boom Clap, inserito nella colonna sonora del film Colpa delle stelle (tratto dall'omonimo romanzo). Entrambe le pubblicazioni riscuotono successo a livello internazionale, con Fancy che raggiunge la prima posizione nelle classifiche di Stati Uniti, Canada e Nuova Zelanda. Il 19 agosto 2014 viene pubblicato il secondo singolo estratto da Sucker, ovvero Break the Rules, al cui video ufficiale partecipa l'attrice Rose McGowan; il 4 settembre seguente la cantante statunitense Katy Perry ha annunciato che Charli avrebbe aperto le tappe europee del suo Prismatic World Tour tra febbraio e marzo 2015. La pubblicazione di Sucker, il secondo album in studio della cantante, avviene nel dicembre 2014 ottenendo consensi da parte della critica specializzata. Una tournée riservata al pubblico nordamericano, il Girl Power North America Tour, ha anticipato l'uscita del progetto in autunno. Ad esso ha fatto seguito nel 2015 un secondo tour statunitense, il Charli and Jack Do America Tour, tenuto insieme a Jack Antonoff dei Bleachers.
Il 6 febbraio 2015 viene pubblicato il terzo singolo estratto da Sucker, ovvero Doing It in collaborazione con Rita Ora; questa versione viene pubblicata solo nell'edizione europea dell'album, mentre in quella nordamericana vi è solo una versione da solista del brano. Nel marzo 2015 viene distribuita la traccia Red Balloon, che entra a far parte della colonna sonora del film Home - A casa. Nel giugno dello stesso anno è stato invece pubblicato l'album Déjà vu di Giorgio Moroder, nel quale Charli XCX presta la propria voce nel brano Diamonds. Il 20 ottobre 2015 pubblica per lo streaming il singolo Vroom Vroom, prodotto dalla compianta disc jockey Sophie e che anticipa l'EP omonimo, contenente altre tracce inedite prodotte da Sophie. Il 28 ottobre dello stesso anno viene reso disponibile per il download digitale il brano After the Afterparty. Il 30 ottobre, è stato pubblicato anche un videoclip di accompagnamento, in cui sia la cantante che le comparse presenti in esso figurano travestite per Halloween.

### 2017-2019:Number 1 Angel,Pop 2eCharli
Le prime indiscrezioni circa il terzo album in studio della cantante risalgono al 2016, quando la cantante ha confermato l'intenzione di esplorare sonorità prettamente pop ed elettroniche e di ispirarsi alla musica della popstar Paris Hilton. Il progetto avrebbe dovuto contenere i brani Explode, estratto dalla colonna sonora di Angry Birds - Il film e pubblicato il 5 maggio dell'anno successivo, e Girls Night Out. Dopo After the Afterparty, il secondo singolo estratto dal terzo album in studio avrebbe dovuto essere Boys, pubblicato nel luglio 2017. Dopo essere stato rimandato più volte, il disco viene interamente diffuso su Internet da utenti anonimi portando l'etichetta discografica alla decisione accantonarne definitivamente la pubblicazione.

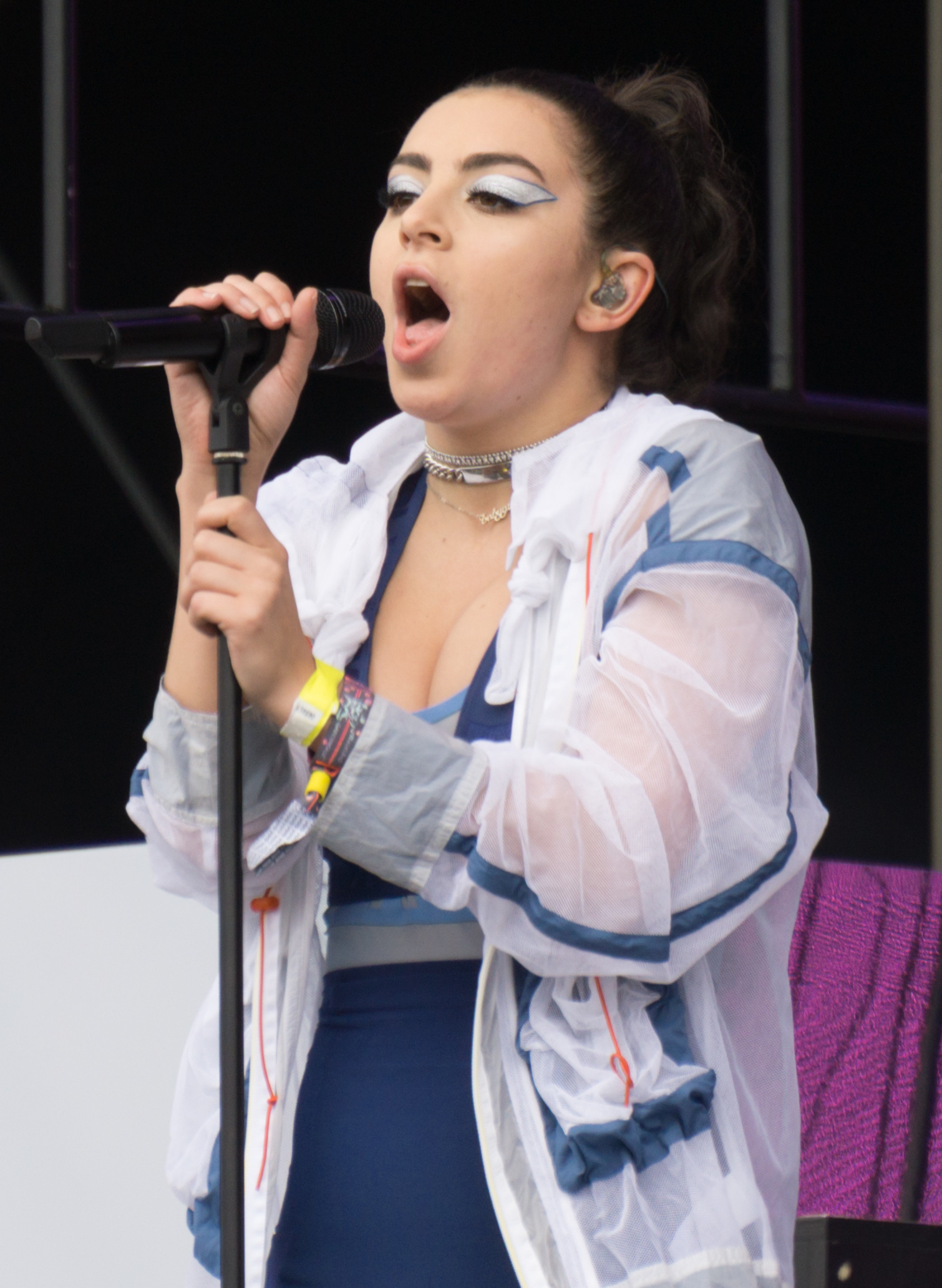
Charli XCX al Glastonbury Festival nel 2017

Il 10 marzo 2017 Charli XCX pubblica il suo terzo mixtape dal titolo Number 1 Angel, nel quale figurano varie collaborazioni, tra cui quelle con MØ, Uffie e con l'esordiente rapper statunitense CupcakKe. Il 3 novembre 2017 ha collaborato con David Guetta, Afrojack e French Montana al singolo Dirty Sexy Money, mentre il 15 dicembre pubblica il quarto mixtape dal titolo Pop 2, considerato una seminale pubblicazione hyperpop, e dove compaiono tra le varie collaborazioni quelle con Brooke Candy, Carly Rae Jepsen e Tove Lo.
Il 1º marzo 2018 è stata confermata come artista d'apertura del Taylor Swift's Reputation Stadium Tour, che si sarebbe tenuto dall'8 maggio al 21 novembre dello stesso anno. Il 31 maggio pubblica il singolo 5 In The Morning, che aveva già cantato dal vivo al Reputation Tour. Il 28 giugno pubblica il doppio singolo Focus / No Angel e il 27 luglio Girls Night Out, con il quale si era già esibita e che era stato rilasciato illegalmente l'anno precedente.
Sempre nel 2018 duetta con Troye Sivan nel singolo 1999, certificato disco di platino in Australia. Nel successivo mese di maggio, viene pubblicato Blame It on Your Love, in collaborazione con Lizzo; si tratta di una versione rielaborata di Track 10, brano originariamente contenuto in Pop 2. Il 17 luglio viene distribuito Gone, singolo in collaborazione di Christine and the Queens accompagnato dal relativo videoclip musicale. Tutti e tre i singoli hanno anticipato l'uscita del terzo album in studio della cantante, intitolato semplicemente Charli e pubblicato il 13 settembre 2019. White Mercedes è stato pubblicato come singolo radiofonico per l'Italia nel successivo mese di ottobre. Il Charli Live Tour, tournée promozionale a supporto dell'album, ha avuto inizio nel 2019 ed è proseguito fino all'anno seguente.

### 2020-2023:How I'm Feeling NoweCrash
Nel maggio del 2020 Charli XCX pubblica il suo quarto album in studio, intitolato How I'm Feeling Now. Il disco è stato registrato durante il periodo di quarantena dovuto allo scoppio della pandemia di COVID-19, coinvolgendo anche i fan della cantante nel periodo di realizzazione grazie alla rete sociale; da esso sono stati estratti i singoli Forever, Claws e I Finally Understand.
Nell'agosto 2021 collabora con i disc jockey Jax Jones e Joel Corry e la rapper Saweetie al singolo Out Out, che raggiunge la sesta posizione della classifica dei singoli britannica. Poche settimane più tardi, il 2 settembre, torna con il primo singolo solista in oltre un anno, Good Ones, accompagnato dal relativo videoclip musicale. Vengono pubblicati successivamente i singoli New Shapes, Beg for You e Baby, insieme a due singoli promozionali Every Rule e Used to Know Me. Every Rule e Used to Know Me sono stati pubblicati come singoli promozionali;. di quest'ultimo è stato realizzato anche un videoclip musicale.

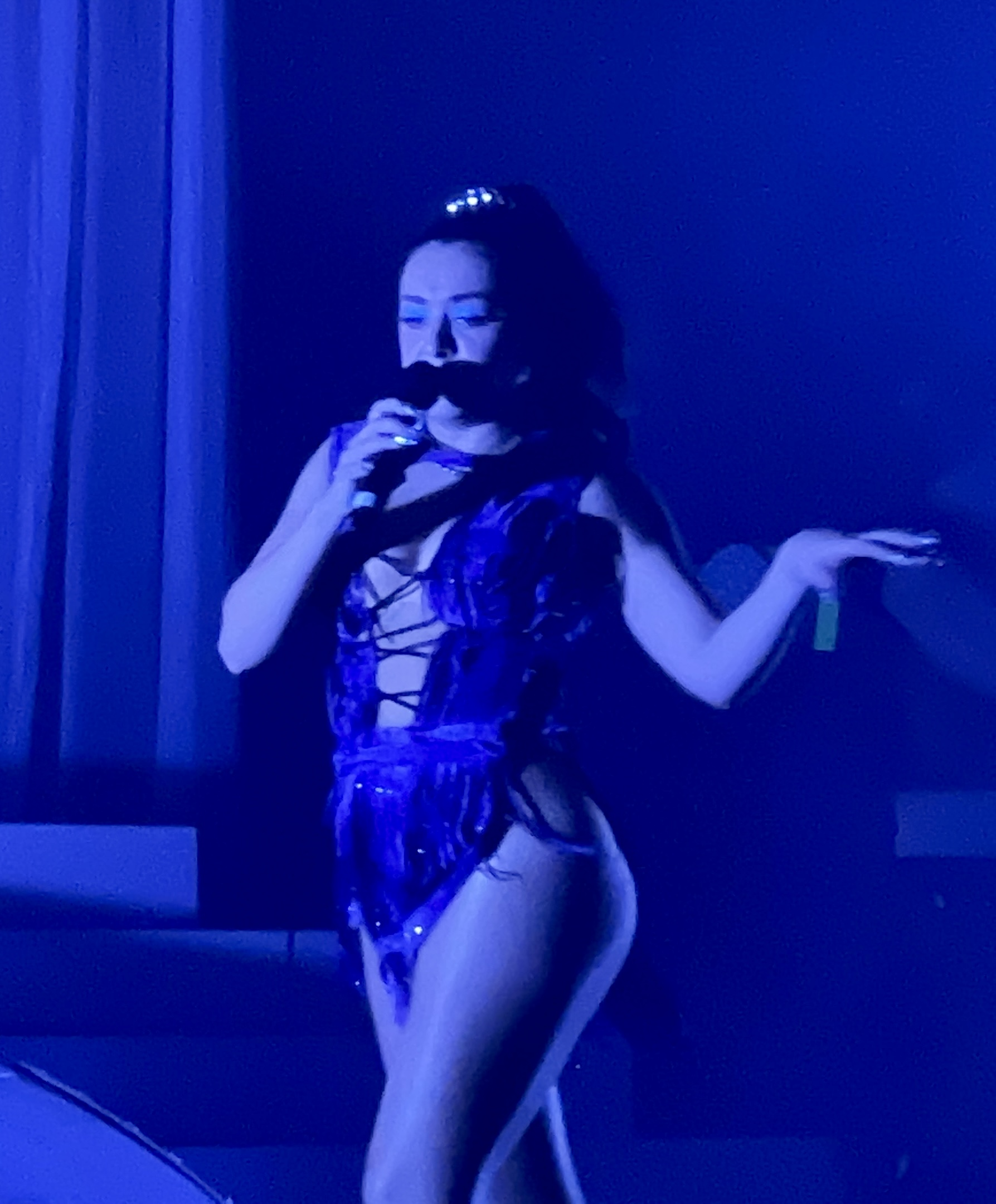
Charli XCX in concerto nel 2022

Il 18 marzo viene messo in commercio il quinto album in studio Crash, seguito dalla versione deluxe la settimana successiva. L'album ottiene un notevole riscontro commerciale a livello internazionale, regalando alla cantante il suo primo numero uno in Regno Unito, Irlanda e Australia. Poco più di una settimana dalla pubblicazione di Crash, la cantante ha dato il via dal Nord America il Crash the Live Tour, con cui si è esibita in tutto il mondo fino al marzo 2023.
Nel luglio 2022 collabora con il DJ Tiesto nel singolo Hot in It, mentre nel gennaio 2023 produce e incide il remix del brano di Caroline Polachek Welcome to My Island. Poche settimane più tardi, nel mese di aprile, si esibisce al Coachella Festival per la prima volta nella sua carriera. Charli figura tra gli artisti presenti nella colonna sonora del film campione di incassi Barbie, per cui ha inciso il singolo di successo internazionale Speed Drive. Il brano ha raggiunto la nona posizione della Official Singles Chart in Regno Unito, diventando il sesto brano della cantante ad apparire tra le prime dieci posizioni della classifica e il primo come artista principale dai tempi di Doing It nel 2015. Ha chiuso il 2023 venendo affiancata da Sam Smith al brano In the City; la collaborazione tra i due era già stata preannunciata nelle scene finali del videoclip di Speed Drive.

### 2024-presente: il fenomenoBrat
Il 22 febbraio 2024 Charli ha tenuto un concerto a Brooklyn come parte di un set musicale organizzato dall'emittente londinese Boiler Room. Durante l'evento, cui vi hanno preso parte come artisti ospiti A.G. Cook, George Daniel, Doss, Easyfun, Addison Rae e Julia Fox, è stata presentata al pubblico materiale musicale inedito, incluso il singolo Von Dutch, pubblicato una settimana dopo. Il brano ha anticipato l'uscita del sesto album in studio della cantante, intitolato Brat, avvenuta il 7 giugno seguente. Oltre a Von Dutch, il doppio singolo promozionale B2b/Club Classics e il secondo estratto 360 hanno preceduto il disco; Von Dutch e 360 hanno ricevuto un video musicale e un remix ciascuno, rispettivamente con l'aggiunta di Addison Rae e A.G. Cook il primo e Robyn e Yung Lean il secondo.
Sin dal momento della sua pubblicazione, Brat, composto da quindici tracce nella sua edizione standard, è stato acclamato dalla critica, che si è spinta a definirlo come uno dei meglio riusciti di XCX nonché uno dei migliori dell'anno. Il 10 giugno è stata resa disponibile la versiona deluxe dell’album intitolata Brat and It's the Same but There's Three More Songs So It's Not, con l'aggiunta di tre inediti, tra cui l'anticipato Spring Breakers, mentre undici giorni dopo viene pubblicato il remix della traccia Girl, So Confusing in collaborazione della collega neozelandese Lorde, confermando le precedenti indiscrezioni secondo cui il testo originale della canzone parlasse della rapporto contrastante con quest'ultima.
Nel corso dell'estate, il singolo 360 e la traccia Apple ottengono popolarità sulle piattaforme streaming, così come il concetto dietro la copertina di Brat diventa virale sulla rete sociale e, peraltro, strumento di supporto all'incipiente candidatura a presidente degli Stati Uniti di Kamala Harris. Nei primi due giorni di agosto, mentre Apple viene inviato alle stazioni radiofoniche italiane come terzo estratto dall'album, XCX ha pubblicato un remix di Guess in collaborazione della collega statunitense Billie Eilish. La canzone ha debuttato alla dodicesima posizione della Billboard Hot 100, nella top 5 della Global Charts e direttamente al vertice della Hot Dance/Electronic Songs Chart negli Stati Uniti. Inoltre, ha esordito al primo posto della classifica dei singoli britannica, diventando il secondo singolo di Charli XCX a raggiungere la vetta nel paese, dopo I Love It un decennio prima.
Il 12 settembre 2024, due giorni prima dell'inizio del tour congiunto con Troye Sivan Sweat in Nord America, è stato pubblicato il remix di Talk Talk in collaborazione del collega australiano e contestualmente viene fissata all'11 ottobre seguente la pubblicazione dell'album di remix Brat and It's Completely Different but Also Still Brat. Il progetto ha visto la partecipazione di numerosi artisti musicali, tra cui quelli coinvolti nei remix precedentemente pubblicati con l'aggiunta di Ariana Grande, the 1975, Caroline Polachek, Bladee, the Japanese House, Tinashe, Julian Casablancas, Bon Iver, Shygirl e Kesha. Grazie alla pubblicazione dell'album di remix, a oltre tre mesi dalla sua uscita Brat raggiunge per la prima volta il primo posto delle classifiche in Regno Unito, Australia e Irlanda.
Oltre allo Sweat Tour, Brat verrà promosso dalla cantante attraverso l'omonimo tour solista nelle arene del Regno Unito, tra novembre e dicembre 2024, e in quelle degli Stati Uniti d'America, tra aprile e maggio 2025. Nel 2025 la promozione si estende anche a numerosi festival musicali in Oceania, Nord America ed Europa, tra i quali il Coachella Valley Music and Arts Festival.

## Vita privata
Charli XCX si divide lavorativamente tra le proprie abitazioni di Londra e Los Angeles. Lei ha pubblicamente parlato di essere affetta da cromestesia, sottotipo di condizione medica della sinestesia per cui viene associato automaticamente un colore al suono: «vedo la musica nei colori. Amo la musica che è nera, viola, rosa o rossa, mentre non mi piace quella verde, gialla e marrone».
Nel 2019 la cantante era sentimentalmente legata a Huck Kwong, suo amico di vecchia data che aveva brevemente frequentato anche nel 2014. La coppia si è separata prima del 2022. Dal 2022 Charli XCX ha intrapreso una relazione con il produttore e batterista dei The 1975 George Daniel. I due si sono conosciuti durante la lavorazione al singolo collaborativo del 2021 Spinning e hanno proseguito il loro sodalizio artistico con l'album di Charli Crash. Nel novembre 2023 viene ufficializzato il loro fidanzamento. Il matrimonio tra i due avviene a Londra nel luglio del 2025.

## Stile musicale
Charli XCX viene dipinta dalla critica specializzata come una cantante pop eclettica di forte ispirazione elettronica che interpreta vaste quantità di generi musicali dosando sonorità pop commerciali con influenze più sperimentali.
Per quanto riguarda l'album di debutto True Romance, è stato descritto di genere synth pop e rock elettronico con influenze che spaziano tra il contemporary R&B, l'hip hop, e l'indietronica e suggestioni industrial e darkwave; il secondo album Sucker esplora sonorità power pop, synthpunk e pop punk con forti influenze riot grrrl ed elettropop. Tuttavia, con il suo primo mixtape Number 1 Angel la cantante inizia ad esplorare il pop d'avanguardia, seppur mantenga lo stile elettropop che l'ha sempre contraddistinta; il suo secondo mixtape Pop 2 è un disco di musica sperimentale che amalgama il pop alla dance, tant'è che è considerato un disco hyperpop essenziale per la comprensione del genere.
Il terzo album in studio Charli è considerato di genere elettropop, hyperpop, pop sperimentale e futurepop; il quarto album How I'm Feeling Now è un disco pop che prosegue nella medesima direzione, seppur diminuisca l'influenza futurepop. Con il quinto album Crash Charli XCX ha lasciato da parte la musica sperimentale e l'hyperpop per interpretare brani dance pop, synth pop e power pop, virata stilistica cementata dalla pubblicazione del singolo estivo Hot in It con il DJ Tiësto, che è stato descritto di genere dance pop, caratterizzato da sonorità molto commerciali. Brat vede la cantante rientrare all'interno dei confini del genere hyperpop, in un lavoro che è stato apprezzato dalla critica per la vulnerabilità emotiva esternata dalla cantante.

## Discografia
- 2013 – True Romance
- 2014 – Sucker
- 2019 – Charli
- 2020 – How I'm Feeling Now
- 2022 – Crash
- 2024 – Brat

## Filmografia

### Attrice
Televisione
- Gossip Girl – serie TV, episodio 2x04 (2022)
- Overcompensating - L'inganno (Overcompensating) – serie TV, episodio 1x04 (2025)

### Doppiatrice
- Major Lazer – serie animata (2015)
- Angry Birds - Il film (The Angry Birds Movie), regia di Clay Kaytis e Fergal Reilly (2016)
- Pupazzi alla riscossa (UglyDolls), regia di Kelly Asbury (2019)
- IF - Gli amici immaginari (IF), regia di John Krasinski (2024)

## Tournée

### Artista principale
- 2014 – Girl Power North America Tour
- 2015 – Charli and Jack Do America Tour (con i Bleachers)
- 2019/20 – Charli Live Tour
- 2022/23 – Crash the Live Tour
- 2024 – Sweat (con Troye Sivan)
- 2024/25 – Brat Tour

#### Tour promozionali
- 2017 – Number 1 Angel Tour
- 2018 – Pop 2 Tour
- 2021 – How I'm Feeling Now Tour

### Artista d'apertura
- 2011 – Show Us Yours Tour dei The Ting Tings
- 2012 – Mermaid Ball di Azealia Banks
- 2012 – Mylo Xyloto Tour dei Coldplay
- 2013 – The Halcyon Days Tour di Ellie Goulding
- 2013 – The Lonely Hearts Club Tour di Marina and the Diamonds
- 2013 – The Self-Titled Tour dei Paramore
- 2015 – The Prismatic World Tour di Katy Perry
- 2017 – Hopeless Fountain Kingdom World Tour di Halsey
- 2017 – Nostalgic for the Present Tour di Sia
- 2018 – Taylor Swift's Reputation Stadium Tour di Taylor Swift

## Riconoscimenti
Charli XCX ha ricevuto numerosi premi e candidature ai principali riconoscimenti musicali, tra cui tre Billboard Music Awards, tre Grammy Awards e cinque BRIT Awards, oltre a dieci candidature agli MTV Video Music Awards e altrettante agli MTV Europe Music Awards.
Il brano che ha lanciato la sua carriera, I Love It, ha ottenuto una candidatura al Billboard Music Award come miglior canzone dance/elettronica nel 2014. Fancy è stata nominata ai Grammy Awards 2015 nelle sezioni di registrazione dell'anno e miglior interpretazione pop di un duo o un gruppo, è stata premiata con il Billboard Music Award alla miglior canzone rap e ha accumulato quattro candidature agli MTV Video Music Awards 2014, inclusa quella nella importante categoria di video dell'anno. Grazie a Boom Clap, primo brano solista della cantante a raggiungere la top ten della Billboard Hot 100, si è procurata una nomination all'MTV Video Music Award al miglior artista esordiente e al corrispettivo premio consegnato dagli MTV Europe Music Awards, insieme a quella come miglior artista MTV Push.
Tra il 2015 e il 2018 è stata premiata con tre NME Awards, mentre il 2020 ha rappresentato l'anno in cui la cantante ha ricevuto le prime due candidature ai premi musicali britannici più prestigiosi: è stata candidata al BRIT Award alla miglior artista solista femminile britannica, mentre l'album How I'm Feeling Now è stato selezionato in lizza per il Premio Mercury.
L'era costruita intorno all'acclamato album Brat frutta alla cantante numerosi riconoscimenti ai principali premi del settore: oltre ad avere ricevuto una seconda nomination al Premio Mercury, l'album e i suoi singoli hanno collezionato tre vittorie a fronte di otto candidature ai Grammy Awards 2025, inclusa quella nella categoria principale di album dell'anno. Inoltre, Brat e Charli XCX sono stati premiati nella categoria dance ai Billboard Music Awards, mentre i singoli contenuti nel disco hanno accumulato quattro candidature agli MTV Video Music Awards 2024 e cinque agli MTV Europe Music Awards dello stesso anno.